# E supremi apostolatus
E supremi (apostolatus) — енцикліка опублікована Папою Пієм X 4 жовтня 1903 року.
Енцикліка була вступом нового циркуляру Папи, де він висловив глибоку вдячність за його обрання бути Папою Римським через слова Ансельма фон Кентербері, якими він користувався, коли був призначений на архієпископа Кентерберійського. У той же час він віддав данину своєму попередникові Папі Леву XIII,
|  | хто майже 26 років керував Церквою з найбільшою мудрістю, чия енергійна інтелектуальна сила і багата, непорочна чеснота сяяли навіть із захопленням від ворогів та прославляла славою його імені блискучі успіхи. |

Через енцикліку він оголосив свій понтифікат під девізом: «Поновіть все в Христі» з метою, що «Христос є всім у всьому».
Він бачив, що нинішня ситуація перевантажена проблемами, такими як війни, які навіть можуть призвести до кінця кожного дня.
Як засіб, він хотів піклуватися про духовні потреби та підкреслював ставлення Католицької Церкви до шлюбу, освіти, поваги до власності та збереження правопорядку в соціальних класах. Роблячи це, люди не повинні відкидати Бога, щоби знайти мир, але повинні шукати підтримки Ісуса Христа, щоби знайти свій шлях назад до послуху Богові. Він бачив це як церковне завдання повернути людей до церковного духу (воцерковлення).
Він також наголосив на важливості підготовки священиків шляхом набуття найвищих моральних поглядів у семінаріях. Священики повинні стати образом Христа, яких разом з віруючими парафіянами мають постійно очолювати єпископи.